# Epopsima
Epopsima là một chi bướm đêm thuộc họ Noctuidae.

## Các loài
- Epopsima fasciolata Butler, 1886